# Bizet's Dream
Pour les articles homonymes, voir Bizet (homonymie).

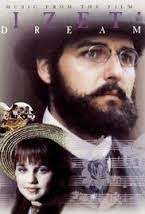
Affiche du film Bizet's Dream

Bizet's Dream est un téléfilm canado-tchèque de 1994 durant 53 minutes réalisé par David Devine.

## Synopsis
Michelle Marin prend des cours de piano du compositeur Georges Bizet, alors qu'il est en même temps en train de composer Carmen. Ils vivent tous les deux plein d'aventures. Michelle ne voyant plus son père, est très pessimiste, elle essaie d'aller à Séville où son père fait la guerre, mais elle échoue. Son père finit par la retrouver.

## Distribution
- Maurice Godin : Georges Bizet
- Brittany Madgett : Michelle Marin / Micaela
- Catherine Barroll : Suzanne Marin
- Yseult Lendvai : Genevieve / Carmen
- Vlastimil Harapes : père de Michelle / Don José
- Sally Cahill : Nicole
- Jackie Harris : Nana
- Joan Heney : Mme Gagnon
- R.H. Thomson : M. Delaborde / Escamillo
- Christina Chokas : Marie, la femme de ménage
- Brendan McNally : vendeur de billet du métro
- Michael Splechta : Jacques Bizet
- Blaza Stefkova : assistant dans l'épicerie